# Caenina
Caenina este un gen de molii din familia Lymantriinae. În cea mai mare parte se găseșe în America de Sud, în special în zonele neotropical, cum ar fi Argentina.

## Legături externe
- en Baza de date a genului Lepidoptera la Muzeul de istorie naturală